# والتر أوليفيرا
والتر أوليفيرا (بالإسبانية: Walter Olivera)‏ هو لاعب كرة قدم ومدرب كرة قدم أوروغواياني في مركز الدفاع، ولد في 16 يناير 1953 في بارك دلبلاتا ‏ في الأوروغواي. شارك مع منتخب الأوروغواي لكرة القدم. أما مع النوادي، فقد لعب مع أتلتيكو مينيرو وبنيارول.

## وصلات خارجية
- والتر أوليفيرا على موقع الاتحاد الأوربي (الإنجليزية)
- والتر أوليفيرا على موقع قاعدة بيانات كرة القدم.إي يو (الإنجليزية)
- والتر أوليفيرا على موقع ناشيونال فوتبول تيمز (الإنجليزية)
- والتر أوليفيرا على موقع عالم كرة القدم.نت (الإنجليزية)